# 乔治·G·M·詹姆斯
乔治·G·M·詹姆斯（1893年11月9日—1956年6月30日）是一位圭亚那裔美国历史学家，出生于圭亚那的乔治敦，主要作品有《偷来的遗产：埃及人是希腊哲学的创始人》（Stolen Legacy: The Greeks Were Not the Authors of Greek Philosophy, But the People of North Africa, Commonly Called the Egyptians）等。